# Goodenia dyeri
Goodenia dyeri är en tvåhjärtbladig växtart som beskrevs av Kurt Krause. Goodenia dyeri ingår i släktet Goodenia och familjen Goodeniaceae. Inga underarter finns listade i Catalogue of Life.